# 마스다촌 (니가타현)
마스다촌(増田村)은 니가타현 가리와군에 설치되었던 촌이다. 현재의 나가오카시에 해당한다.